# Falaise de Kuiper
La falaise de Kuiper est la frontière extérieure de la ceinture de Kuiper, là où on observe une chute brutale du nombre d'objets en orbite. Elle serait située aux environs de 55 unités astronomiques du Soleil.

## Observations

Histogramme du nombre d'objets de la ceinture de Kuiper connus en fonction de leur demi-grand axe.

La résonance 1:2 avec Neptune semble être une limite à la ceinture de Kuiper, au-delà de laquelle peu d'objets sont connus. On ignore s'il s'agit du bord extérieur de la ceinture classique ou juste du début d'une lacune très large. Des objets ont été découverts à la résonance 2:5, vers 55 unités astronomiques, très en dehors de la ceinture classique et pour la plupart sur une orbite extrêmement excentrique ; cependant, les prédictions concernant l'existence d'un grand nombre d'objets situés entre ces résonances n'ont pas été confirmées par l'observation.

## Modèles et théorie
Historiquement, les premiers modèles de la ceinture de Kuiper suggéraient que le nombre de grands objets augmenterait d'un facteur deux au-delà de 50 ua. La chute brutale du nombre d'objets après cette distance, connue sous le nom de « falaise de Kuiper », fut complètement inattendue et reste inexpliquée en 2008.
Selon Bernstein, Trilling et al., la diminution rapide du nombre d'objets de rayon supérieur à 100 km au-delà de 50 ua est réelle et ne correspond pas à un biais observationnel. Une explication possible serait que les matériaux seraient trop épars ou en quantité insuffisante pour s'agréger en de grands objets. Il est également possible que de grands objets se soient formés, mais qu'ils aient été déplacés ou détruits pour des raisons inconnues. Selon Alan Stern du Southwest Research Institute, la cause pourrait en être l'interaction gravitationnelle d'un grand objet planétaire inconnu, de la taille de Mars ou de la Terre.

## Objets situés au-delà
Cette limite ne signifie pas qu'aucun objet n'existe plus loin, ni n'exclut l'existence d'une deuxième ceinture de Kuiper plus éloignée. En fait, en 2004, la découverte de Sedna a confirmé l'existence d'objets entre la ceinture de Kuiper et le lointain et hypothétique nuage de Oort.

### Une planète transneptunienne?

La ceinture de Kuiper au centre et le nuage de Oort. L'existence d'une planète dans le nuage de Oort pourrait expliquer la falaise de Kuiper.

L'énigme posée par cette falaise pourrait être expliquée par l'existence d'une planète à grande distance du Soleil. En effet, un corps massif pourrait « bloquer » la ceinture. Plusieurs objets ont été proposés pour jouer ce rôle, tels « Perséphone » et « Super-Pluton ». Le processus en jeu est le même que pour Beta Pictoris et Fomalhaut.
En analysant les orbites de 13 des comètes du nuage de Oort, Murray estime avoir détecté les signes indicateurs d'un objet massif qui seul les aurait fait dévier. Il déclara « Même si je n'ai que 13 comètes qui sont analysées en détail, l'effet est assez concluant. J'ai calculé qu'il y a seulement environ une chance sur 1 700 qu'elle soit due au hasard. » Matese quant à lui a calculé les orbites de 82 comètes et il a eu le même résultat avec 25 % d'entre elles.
Selon des observations et des études fondées sur la statistique de découverte, il y a un manque d'objets transneptuniens (OTN) sur des orbites circulaires au-delà de 45 ua. De plus, la diminution du nombre d'OTN du réservoir 40-50AU aux régions plus éloignées est trop brusque. L'existence de cette planète pourrait entièrement expliquer ce phénomène pour la première fois.

## Sources

### Articles
- Cet article est partiellement ou en totalité issu de l'article intitulé « Ceinture de Kuiper » (voir la liste des auteurs).

- Cet article est partiellement ou en totalité issu de l'article intitulé « Perséphone (planète)#La falaise de Kuiper » (voir la liste des auteurs).

- Cet article est partiellement ou en totalité issu de l'article intitulé « Super-Pluton#La falaise de Kuiper » (voir la liste des auteurs).

- Cet article est partiellement ou en totalité issu de l'article intitulé « Planète X#La falaise de Kuiper » (voir la liste des auteurs).